# Taperinha pupejua
Taperinha pupejua är en insektsart som beskrevs av Keti Maria Rocha Zanol 2004. Taperinha pupejua ingår i släktet Taperinha och familjen dvärgstritar. Inga underarter finns listade i Catalogue of Life.